# ليف بيروفسكي
ليف بيروفسكي (الروسية: Лев Алексе́евич Перо́вский) هو عالم معادن روسي عاش ما بين القرنين الثامن عشر والتاسع عشر في الفترة الزمنية ما بين سنتي 1792 إلى 1856.
كان ليف بيروفسكي منتمياً إلى طبقة النبلاء وكان يحمل لقب كونت؛ كما شغل منصب وزير الشؤون الداخلية في عهد القيصر نيكولاي الأول.
اقترح بيروفسكي في سنة 1845 تأسيس الجمعية الجغرافية الروسية.

## متفرقات
في سنة 1839 اكتشف الجيولوجي الألماني غوستاف روزه معدناً جديداً حينها في جبال الأورال، وأطلق عليه ذلك اسم بيروفسكيت تكريماً لذكرى ليف بيروفسكي.